# Fermière à Montfaucon
Pour plus de détails, voir Fiche technique et Distribution.
Fermière à Montfaucon est un court-métrage documentaire français réalisé par Éric Rohmer, sorti en 1967.
Le film complète une série de documentaires sur les femmes dans la France contemporaine. Comme pour le film précédent, Une étudiante d'aujourd'hui, le scénario est adapté d'une idée de l'écrivaine et documentariste Denise Badevan (1911-2006).
Produit par Barbet Schroeder et Les Films du Losange, avec la participation du ministère de l'Agriculture et de la Pêche et l'aide de la municipalité de Montfaucon, dans l'Aisne.

## Synopsis
Monique Sendron, femme d'agriculteur à Montfaucon, raconte sa vie dans un village picard. Le tournage s'est déroulé en été, en automne et en hiver.
Selon Monique, beaucoup d'agriculteurs restent célibataires parce que le dur travail de la terre et la monotonie de la vie rurale n'attirent pas les femmes modernes, mais elle-même, originaire d'un village et ayant travaillé comme institutrice pendant un an, s'est mariée et a été très heureuse de son choix.
La vie paysanne, comme toujours, n'est pas facile, et les exigences modernes de la comptabilité agricole créent des problèmes supplémentaires (« la ferme ressemble de plus en plus à une entreprise industrielle, où chaque animal doit avoir une étiquette et un document »). La main d'œuvre manque au moment des récoltes et l'hiver est maussade dans leur région. Le meilleur moment reste le milieu de l'automne, lorsque les travaux des champs sont terminés mais qu'il fait encore chaud.
Le travail agricole, comme toute occupation monotone, a tendance à être abrutissant, et il y a peu de possibilités de divertissement ou de culture dans le village, de sorte que les femmes d'agriculteurs finissent par se replier sur elles-mêmes, mais Monique contrecarre cette menace en devenant active dans la communauté en tant que conseillère municipale à Monfaucon.
Rohmer est revenu sur les problèmes de la paysannerie, qui est progressivement évincée par les grandes exploitations agricoles, et sur l'exode rural dans son film ultérieur L'Arbre, le Maire et la Médiathèque.

## Fiche technique
- Titre original : Fermière à Montfaucon
- Réalisation : Éric Rohmer
- Scénario : Denise Basdevant
- Production : Barbet Schroeder
- Société de production : Les Films du Losange
- Société de distribution : Les Films du Losange
- Pays d’origine :  France
- Langue originale : français
- Format : noir et blanc — 16 mm — 1,33:1 — son Mono
- Genre : documentaire
- Durée : 13 minutes
- Dates de sortie : France : 1967

## Distribution
- Monique Sendron